# Anton Zeller
Anton Zeller (* 23. Februar 1760 in Scherzingen; † nach 1836) war ein deutscher Maler und Hofmaler in Neustrelitz.

## Leben
Zeller kam wohl 1794 nach Neustrelitz und wurde 1797 Hofmaler bei Herzog Karl II. von Mecklenburg-Strelitz. 1797 heiratete er in Neustrelitz. Von 1801 bis 1803 studierte er in Dresden. Hier kopierte er Alte Meister wie Guido Reni (beispielsweise das Gemälde von Beatrice Cenci) oder Anton Raphael Mengs (Amor). Er ging dann in die Schweiz und wurde in den Mecklenburg-Strelitzischen Staatskalendern von 1808 bis 1836 jeweils mit dem Vermerk abwesend geführt. Er starb vermutlich in der Schweiz.

## Werke
- 1798: Porträts der Prinzessinnen Luise und Friederike
- 1794 Herzog Karl von Mecklenburg-Strelitz
- 1795 Wilhelm August Rudloff
- 1796 dessen Söhne Georg und Karl
- Bildnisse des Grafen Hans von Schlitz (Baron von Labes), dessen Neffen, dem Dichter Ludwig Achim von Arnim sowie Karl Otto von Arnim, wohl auf Gut Zernikow
- 1803: Heilige Familie, Freymüthige, die Macht der Liebe und Porträts des Herzogst von Mecklenburg-Schwerin und Ernst von Mecklenburg-Strelitz (Ausgestellt in Dresden)
- vor 1806: Altarbild für die Schlosskirche Hohenzieritz (Kopie nach Reni)
- 1813 Porträt des Chorherrn Johann Heinrich Rahn in der Zentralbibliothek Zürich
- 1814 Bildnis des Kaisers Franz I. von Österreich für die Herrenstube des Niederösterreichischen Landhauses in Wien